# Byfleet Manor
Byfleet Manor est une maison classée Grade II * à Byfleet, Surrey, Angleterre. Byfleet Manor est utilisé comme lieu de tournage dans trois séries télévisées, notamment Downton Abbey.

## Histoire
Le précurseur de Byfleet Manor est un pavillon de chasse royal donné par Édouard II à Pierre Gaveston, son amant présumé . Anne de Danemark, épouse du roi Jacques Ier, dernier propriétaire royal de la maison, commande une nouvelle maison en 1617. Elle garde des chevaux envoyés par son frère Christian IV dans le parc et dépense au moins 250 £ pour la maison. Cependant, elle est décédée avant la fin des travaux. Les murs de façade et les piliers du portail, encore visibles aujourd'hui, datent de cette époque .
Une reconstruction a lieu en 1685 car la maison jacobine a été ruinée. Ce changement conduit à un bâtiment beaucoup plus petit. En 1672, les terres sont accordées à Francis Holles et à d'autres pour les détenir en fiducie pour la reine Catherine de Bragance, puis pour Charles II d'Angleterre et ses héritiers. En 1694, Sir John Buckworth, seigneur du manoir de Byfleet, est accusé de négligence dans la réparation d'un pont sur la Wey. Il est constaté, cependant, qu'il n'est pas responsable de ces réparations, car il n'est qu'un «termer pendant des années» dans le manoir en vertu d'un «bail conclu par les fiduciaires de feu la reine mère». Il reste très peu de traces du manoir pendant environ un siècle après cela.
Une Enclosure, privatisant les champs, est faite en 1811 pour 780 acres dans la paroisse, comprenant les terrains communs de Byfleet Manor, c'est-à-dire autrefois dont les bénéfices étaient partagés entre son propriétaire, ses locataires et ses sous-locataires.
La maison reste pratiquement inchangée jusqu'en 1905, date à laquelle elle est restaurée et agrandie avec l'ajout d'ailes asymétriques. Les rares vestiges modernes des anciens droits seigneuriaux sont vendus à un cabinet d'avocats au cours de cette décennie . En février 2013, une pièce cachée est découverte dans la maison . Les propriétaires autorisent la location des patios et des pièces avant pour accueillir des goûters sur le thème des années 1920 .
Elle sert de maison de douaire dans Downton Abbey d'ITV, ainsi que dans l'adaptation télévisée de Poirot d'Agatha Christie : After the Funeral et dans la série télévisée Cranford de la BBC ,. Dans la production Disney Into the Woods en 2014, son extérieur est utilisé comme maison de Cendrillon .